# Dacrydium cupressinum
Dacrydium cupressinum (ріму) — вид хвойних рослин родини подокарпових.
Видовий епітет вказує на подібність до роду Cupressus.

## Опис
Дводомні дерева 20–35(55) м у висоту і до 150 (або більше) см діаметром. Деревина темно-червона. Крона пірамідальна, коли молода, але набуває круглого верху. Кора темно-коричневий або сіра. Світло-зелене листя на молодих рослинах 7 мм довжиною 0,5–1 мм шириною. Цей етап зберігається протягом багатьох років. Листки потім стають довжиною близько 3–4 мм, ромбоподібні. Дорослі листки більш притиснуті, 2–3 мм. довжиною, жорсткі, підгострі. Взимку листя неповнолітніх може виявитися бронзового кольору, але стає зеленими знову навесні. Дорослий лист мають кінчики часто бронзового кольору. Пилкові шишки дрібні, зелені, поодинокі або парні, 0,5–1 см. довжиною. Листя утворюють опухлі, червоні, соковиті (рідко сухі) ємності для насіння. Насіння близько 4 мм. довжиною, довгасто-яйцеподібне або вузько-яйцеподібне, трохи стиснуте.

## Поширення, екологія
Ендемік Нової Зеландії; поширений на всіх основних островах. Ріму є панівним або співпанівним у змішаних хвойних лісах або хвойно-покритонасінних лісах на низьких і середніх висотах до 700 м над рівнем моря. Ці ліси (тепло) помірні вічнозелені дощові ліси з цілорічною великою кількістю опадів і багатошаровістю з перший шар лісу складають хвойні, і / або покритонасінні, в підліском є чагарники, деревоподібні папороті і пальми, ще нижче ґрунтопокривні папороті й мохи. D. cupressinum іноді росте майже в чистих насадженнях. Дуже великим екземплярам може бути близько 1000 років, але лише деякі з них вижити сьогодні. Частими супутниками виду є Agathis australis (лише в північній частині ареалу), Podocarpus totara, Prumnopitys ferruginea, Prumnopitys taxifolia, Dacrycarpus dacrydioides, Manoao colensoi, Phyllocladus trichomanoides і, рідше, Halocarpus kirkii. Деякі поширені покритонасінні дерева Beilschmiedia tarairi, Metrosideros, Weinmannia racemosa і Quintinia acutifolia, і є багато інших родів і видів.

## Використання
Деревина червонувато-коричневого кольору, часто дрібно візерункова, дуже довговічна і міцна. Використовувалась для загальних конструкцій, мостів, залізничних шпал, стовпів паркану, мощення, панелей, меблів. Декоративно фігурні шматочки використовувались для прикрашення кабінету. Завдяки серйозному виснаженню цього природного ресурсу, експлуатація була призупинена і цей вид нині захищений від рубок законом. Як повільноросле дерево воно не вважається придатним для лісонасаджень і знаходить лише обмежене застосування як побутове дерево в садах і парках, в основному в Новій Зеландії.

## Загрози та охорона
Історичний лісозаготівлі і перетворення лісів для ведення сільського господарства скоротили загальну чисельність населення і, ймовірно, площу житла. Ці загрози практично припинилися. Поточні загрози включають інтродукованих видів, таких як опосумів і оленів. Цей вид нині захищений від рубок відповідно до законодавства Нової Зеландії. Деякі популяції зустрічаються на охоронних територіях, інші знаходяться на приватній землі. Природне поновлення йде добре.